# مانوئل گیودیس
مانوئل گیودیس (انگلیسی: Manuel Giúdice; ۱۵ ژوئیهٔ ۱۹۱۸ – ۲۷ ژوئن ۱۹۸۳) بازیکن فوتبال اهل آرژانتین بود.
از باشگاه‌هایی که در آن بازی کرده‌است می‌توان به باشگاه فوتبال ریور پلاته، باشگاه فوتبال اتلتیکو هوراکان، و باشگاه ورزشی دیپورتیوو کالی اشاره کرد.